# Acacia mooreana
Acacia mooreana é uma espécie de leguminosa do gênero Acacia, pertencente à família Fabaceae.